# Parcul Güell

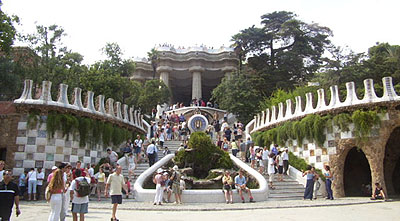
Barcelona - Parcul Güell

Parcul Güell (în catalană Parc Güell, în spaniolă Parque Güell) este un parc cu elemente arhitectonice deosebite, situat în partea superioară a colinei El Carmel în districtul Gracia al Barcelonei, Catalonia, Spania. A fost proiectat de arhitectul Antonio Gaudí și construit între anii 1900 - 1914. Se află din 1984 printre locurile din patrimoniul mondial UNESCO.

## Descriere
Parcul se întinde pe o suprafață de 17.18 hectare. Designul arată în mod clar o parte a unui arhitect și stilul unic al lui Gaudi care rezultă evident din oricare element indiferent de dimensiunile acestuia. Există forme ondulate de parcă ar fi râuri de lavă, pasaje acoperite cu coloane de forma unor copaci, stalactite și forme geometrice. Multe din suprafețele existente sunt acoperite cu bucăți de ceramică sau sticlă colorate în stil mozaic numit Trencadis.

Trencadis este un tip de mozaic utilizat în modernismul catalan, creat din cioburi sparte de faianță. Acest mozaic se poate face folosind bucăți de ceramică și gresie.Arhitecții catalani Antoni Gaudí  și Josep Maria Jujol au folosit Trencadis în mai multe proiecte, printre care Barcelona Parc Güell este, probabil, cel mai faimos.
Arhitecții moderniști au folosit pe scară largă ceramica, dar Antoni Gaudí, în special a propus o metodă mai neconventională. El a acoperit arhitectura sa tridimensional cu ceramica glazurată de diferite forme si culori, care au creat modele viu colorate. Pentru acesta sarcină, el a folosit piese aruncate de placi ceramice colectate de la fabrica "Pujol i Bausis", situată în Esplugues de Llobregat, și bucăți albe de ceramică din pahare sparte și plăci aruncate de alți producători spanioli.
Tehnica a fost folosită pentru prima dată la Pavilioane Güell unde arhitectura complexa a forțat artistul să rupă gresia care el  a putut fi folosită ca un pătrat întreg.

Datorită locației sale la marginea orașului și la o altitudine mare, acest parc cu atmosfera sa pașnică este în contrast cu zgomotul și frenezia capitalei catalane.
Gaudi a fost determinat să realizeze o integrare perfectă a operelor sale în natură. Dovada în acest sens sunt coloanele de piatră de dimensiuni foarte diferite și forme care sugerează trunchiuri de copaci, stalactite și peșteri. Când Gaudi a preluat proiectul zona a fost defrisată, așa cum indică și denumirea sa Muntele Chel, el a ordonat și plantarea unei noi vegetații, alegând speciile native mediteraneene, cea mai potrivită pentru a terenului: pin, salcâm, stejar, eucalipt, palmier, chiparos, smochine, migdale, prune, Magnolia, mastic, iedera, Maquis, Kermes stejar, matura, stâncă trandafir, rozmarin, cimbru, lavanda, salvie, etc.
Gaudi a conceput parcul cu o semnificație religioasă și în același timp organică și urbană, a profitat de diferența de 60 de metri pe care o are muntele pentru a proiecta o cale de elevare spirituală în vârful său, o capelă, care nu a fost niciodată construită, pe locul ocupat în prezent de către monumentul Golgota (sau Dealul din trei cruci).